# Ceretti & Tanfani
La Ceretti & Tanfani è un'azienda italiana che produce impianti a fune.

## Storia
Fu fondata nel 1895 a Milano da due pionieri del trasporto a fune, gli ingegneri Giulio Ceretti e Vincenzo Tanfani. La sede era in Foro Buonaparte 60, mentre lo stabilimento si trovava in via Durando alla Bovisa, allora parte del comune di Affori (oggi sede del campus Bovisa del Politecnico di Milano).
Nel 1905 contava 250 operai e 50 impiegati. Tra le prime realizzazioni vi furono la funicolare di Montenero a Livorno, quella del Sacro Monte a Varese, quella di San Pellegrino Terme e la funivia Lana-San Vigilio in Alto Adige.
Nel 1935-37 realizzò in Eritrea la teleferica Massaua-Asmara di ben 75 km, all'epoca il più lungo impianto trifune del mondo.
Nel 1954 fornì una teleferica portatile utilizzata nella spedizione italiana al K2.